# Suisse aux Jeux olympiques de 1908
La Suisse participe aux Jeux olympiques d'été de 1908 à Londres, au Royaume-Uni. Elle est représentée par un seul sportif : l'athlète Julius Wagner. Il ne remporte pas de médaille.